# Orthodrome
Die Orthodrome (von altgriechisch ὀρθοδρόμος orthodrómos, deutsch ‚gradaus laufend‘) ist die kürzeste Verbindung zweier Punkte auf einer Kugeloberfläche (d. h. nicht die gerade Strecke durch die Kugel hindurch). 
Die Orthodrome ist eine Geodäte für den speziellen Fall einer Kugeloberfläche. Die Orthodrome ist immer ein Teilstück eines Großkreises. In der Luftfahrt fliegt man meist entlang dieser Orthodrome, um die geringste Flugstrecke zurücklegen zu können. Die umgangssprachlich häufiger gebrauchte synonyme Bezeichnung ist daher Luftlinie.

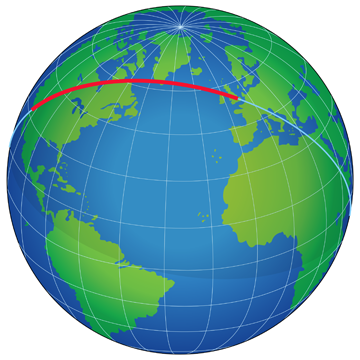
Orthodrome auf der Erdkugel zwischen Los Angeles und London

Der kürzeste Weg auf der Kugeloberfläche zwischen Punkt A und B ist eine Orthodrome.

## Definitionsbeschränkung
Die Orthodrome ist nicht definiert, wenn die gegebenen Punkte übereinstimmen oder auf der Kugeloberfläche gegenüberliegen (auf der Erdoberfläche also für antipode Punkte).

## Berechnung
Grundlage für die folgenden Berechnungen sind die Formeln aus der sphärischen Trigonometrie.
| Verwendete Variablen                                                                            | Bedeutung                                          |
| ----------------------------------------------------------------------------------------------- | -------------------------------------------------- |
| {\displaystyle \,\phi }                                                                         | Geographische Breite                               |
| {\displaystyle \,\lambda }                                                                      | Geographische Länge                                |
| {\displaystyle \,A(\phi _{A},\lambda _{A})}                                                     | Anfangspunkt                                       |
| {\displaystyle \,B(\phi _{B},\lambda _{B})}                                                     | Endpunkt                                           |
| {\displaystyle \,N}                                                                             | Nordpol                                            |
| {\displaystyle \,\zeta }                                                                        | Zentriwinkel (Strecke AB, ausgedrückt als Winkel)  |
| {\displaystyle \,\alpha }                                                                       | Innenwinkel von Dreieck ABN bei A                  |
| {\displaystyle \,\beta }                                                                        | Innenwinkel von Dreieck ABN bei B                  |
| {\displaystyle \,\omega _{A}}                                                                   | Kurswinkel bei A                                   |
| {\displaystyle \,\omega _{B}}                                                                   | Kurswinkel bei B                                   |
| {\displaystyle \,P_{N}(\phi _{N},\lambda _{N})} {\displaystyle \,P_{S}(\phi _{S},\lambda _{S})} | Nördlichster oder südlichster Punkt der Orthodrome |

Dabei ist {\displaystyle \,\lambda } in Richtung Westen negativ, Richtung Osten positiv; {\displaystyle \,\phi } ist positiv für Breiten der Nordhemisphäre und negativ auf der Südhalbkugel.

### Strecke
Als Maß für die Entfernung zweier Punkte dient in der sphärischen Geometrie der zugehörige Mittelpunktswinkel (mit dem Kugelmittelpunkt als Scheitel). Dieser Winkel, hier mit {\displaystyle \zeta } bezeichnet,
lässt sich berechnen durch
{\displaystyle \cos \zeta =\sin(\phi _{A})\cdot \sin(\phi _{B})+\cos(\phi _{A})\cdot \cos(\phi _{B})\cdot \cos(\lambda _{B}-\lambda _{A}).}
Sind die gegebenen Punkte gleich, so erhält man durch diese Formel {\displaystyle \zeta =0^{\circ }}. Liegen die beiden Punkte auf der Kugeloberfläche gegenüber, so ergibt sich {\displaystyle \zeta =180^{\circ }}. In diesen Fällen sind Kurswinkel und die Lage der Orthodrome nicht definiert.
Um die Distanz zwischen den zwei Punkten zu berechnen, muss {\displaystyle \zeta } noch mit dem mittleren Erdradius (rund 6.371 km) multipliziert werden (für {\displaystyle \zeta } im Bogenmaß; falls {\displaystyle \zeta } in Grad angegeben ist, muss noch zusätzlich mit {\displaystyle \pi /180}° multipliziert werden).
Der Winkel {\displaystyle \zeta } kann über das Skalarprodukt der Ortsvektoren von {\displaystyle A} und {\displaystyle B} berechnet werden. Die obige Formel ergibt sich dann durch Umformungen mit Hilfe geometrischer Additionstheoreme für Sinus und Kosinus. Alternativ kann die Formel hergeleitet werden, indem der Seiten-Kosinussatz der sphärischen Trigonometrie auf das aus den Punkten {\displaystyle A} und {\displaystyle B} und dem Nordpol gebildete Dreieck angewendet wird.

### Kurswinkel und rechtweisende Kurse
Der Kurswinkel (das Azimut) gibt die Bewegungsrichtung an und wird ab Nordrichtung im Uhrzeigersinn gezählt. Zur Berechnung kann man für die nicht-trivialen Fälle das oben erwähnte Dreieck verwenden. {\displaystyle \alpha } und {\displaystyle \beta } seien die Innenwinkel dieses Dreiecks bei A bzw. B (mit {\displaystyle 0^{\circ }<\alpha ,\beta <180^{\circ }}). Sie können z. B. mithilfe des Seiten-Kosinussatzes berechnet werden.
{\displaystyle \cos \alpha ={\frac {\sin(\phi _{B})-\sin(\phi _{A})\cdot \cos \zeta }{\cos(\phi _{A})\cdot \sin \zeta }}}
{\displaystyle \cos \beta ={\frac {\sin(\phi _{A})-\sin(\phi _{B})\cdot \cos \zeta }{\cos(\phi _{B})\cdot \sin \zeta }}}
Fällt einer der gegebenen Punkte mit dem Nord- oder Südpol zusammen, so ist die entsprechende Gleichung wegen Division durch 0 unbrauchbar.
Die beiden Parameter {\displaystyle \alpha } und {\displaystyle \beta } lassen sich auch direkt aus den Breiten- und Längengraden {\displaystyle \phi _{A}} bzw. {\displaystyle \phi _{B}} und {\displaystyle \lambda _{A}} bzw. {\displaystyle \lambda _{B}} bestimmen:
{\displaystyle \cos \alpha ={\frac {\cos(\phi _{A})\cdot \sin(\phi _{B})-\cos(\lambda _{A}-\lambda _{B})\cdot \cos(\phi _{B})\cdot \sin(\phi _{A})}{\sqrt {1-(\cos(\lambda _{A}-\lambda _{B})\cdot \cos(\phi _{A})\cdot \cos(\phi _{B})+\sin(\phi _{A})\cdot \sin(\phi _{B}))^{2}}}}}
{\displaystyle \cos \beta ={\frac {\cos(\phi _{B})\cdot \sin(\phi _{A})-\cos(\lambda _{A}-\lambda _{B})\cdot \cos(\phi _{A})\cdot \sin(\phi _{B})}{\sqrt {1-(\cos(\lambda _{A}-\lambda _{B})\cdot \cos(\phi _{A})\cdot \cos(\phi _{B})+\sin(\phi _{A})\cdot \sin(\phi _{B}))^{2}}}}}
Kurswinkel
Für die Kurswinkel {\displaystyle \omega _{A}} (am Anfangspunkt) und {\displaystyle \omega _{B}} (am Endpunkt) gilt {\displaystyle 0^{\circ }\leq \omega _{A},\omega _{B}<360^{\circ }}. Es ergibt sich:
| Voraussetzung                       | Kurswinkel bei A                                 | Kurswinkel bei B                                |
| ----------------------------------- | ------------------------------------------------ | ----------------------------------------------- |
| B östlich von A                     | {\displaystyle \omega _{A}=\alpha }              | {\displaystyle \omega _{B}=180^{\circ }-\beta } |
| B westlich von A                    | {\displaystyle \omega _{A}=360^{\circ }-\alpha } | {\displaystyle \omega _{B}=180^{\circ }+\beta } |
| Gleicher Meridian, B nördlich von A | {\displaystyle \omega _{A}=0^{\circ }}           | {\displaystyle \omega _{B}=0^{\circ }}          |
| Gleicher Meridian, B südlich von A  | {\displaystyle \omega _{A}=180^{\circ }}         | {\displaystyle \omega _{B}=180^{\circ }}        |

Rechtweisende Kurse A → B (Hinweg)
{\displaystyle rwK_{A}=\omega _{A}}
{\displaystyle rwK_{B}=\omega _{B}}
Rechtweisende Kurse B → A (Rückweg)
{\displaystyle rwK_{B}'=\omega _{B}\pm 180^{\circ }}
{\displaystyle rwK_{A}'=\omega _{A}\pm 180^{\circ }}
Das Rechenzeichen ({\displaystyle +} oder {\displaystyle -}) ist hier so zu wählen, dass {\displaystyle 0^{\circ }\leq rwK_{B}',rwK_{A}'<360^{\circ }} erfüllt ist.

### Nördlichster oder südlichster Punkt

In einer gnomonischen Projektion werden Orthodromen stets als gerade Strecke abgebildet

Ob eine Orthodrome zwischen den Grenzpunkten einen nördlichsten oder südlichsten Punkt (Scheitelpunkt) hat, hängt vom Kurswinkel am Anfangspunkt ({\displaystyle \omega _{A}}) und am Endpunkt ({\displaystyle \omega _{B}}) ab. 
Ein nördlicher Scheitelpunkt existiert, wenn entweder zugleich {\displaystyle 0^{\circ }<\omega _{A}<90^{\circ }} und {\displaystyle 90^{\circ }<\omega _{B}<180^{\circ }} oder zugleich {\displaystyle 270^{\circ }<\omega _{A}<360^{\circ }} und {\displaystyle 180^{\circ }<\omega _{B}<270^{\circ }} gilt. Man erhält unter dieser Voraussetzung:
{\displaystyle \phi _{N}=\arccos \left(|\sin(\omega _{A})|\cdot \cos(\phi _{A})\right)}
{\displaystyle \lambda _{N}=\left\{{\begin{array}{ll}\lambda _{A}+\arccos \left({\frac {\tan(\phi _{A})}{\tan(\phi _{N})}}\right),&{\mbox{falls}}\;\omega _{A}<180^{\circ }\\\lambda _{A}-\arccos \left({\frac {\tan(\phi _{A})}{\tan(\phi _{N})}}\right),&{\mbox{falls}}\;\omega _{A}>180^{\circ }\end{array}}\right.}
Ein südlicher Scheitelpunkt existiert, wenn entweder zugleich {\displaystyle 90^{\circ }<\omega _{A}<180^{\circ }} und {\displaystyle 0^{\circ }<\omega _{B}<90^{\circ }} oder zugleich {\displaystyle 180^{\circ }<\omega _{A}<270^{\circ }} und {\displaystyle 270^{\circ }<\omega _{B}<360^{\circ }} gilt. In diesem Fall ergibt sich:
{\displaystyle \phi _{S}=-\arccos \left(|\sin(\omega _{A})|\cdot \cos(\phi _{A})\right)}
{\displaystyle \lambda _{S}=\left\{{\begin{array}{ll}\lambda _{A}+\arccos \left({\frac {\tan(\phi _{A})}{\tan(\phi _{S})}}\right),&{\mbox{falls}}\;\omega _{A}<180^{\circ }\\\lambda _{A}-\arccos \left({\frac {\tan(\phi _{A})}{\tan(\phi _{S})}}\right),&{\mbox{falls}}\;\omega _{A}>180^{\circ }\end{array}}\right.}
Wegen der Festlegung {\displaystyle -180^{\circ }\leq \lambda \leq +180^{\circ }} müssen die Ergebnisse für {\displaystyle \lambda _{N}} und {\displaystyle \lambda _{S}} unter Umständen korrigiert werden: Bei Werten über {\displaystyle 180^{\circ }} muss {\displaystyle 360^{\circ }} subtrahiert werden, bei Werten unter {\displaystyle -180^{\circ }} muss {\displaystyle 360^{\circ }} addiert werden.
Die Formeln lassen sich begründen durch Anwendung der neperschen Regel auf das rechtwinklige Kugeldreieck, das durch Punkt A, den Scheitelpunkt und den Nordpol bestimmt ist.

## Beispiel Berechnung der Entfernung Berlin–Tokio
Geographische Koordinaten der Anfangs- und Endpunkte:
- Berlin
  - 52° 31′ 0″ N = 52,517°
  - 13° 24′ 0″ E = 13,40°
- Tokio
  - 35° 42′ 0″ N = 35,70°
  - 139° 46′ 0″ E = 139,767°

### Winkelberechnung
{\displaystyle \,\phi _{A}=52{,}517^{\circ }}
{\displaystyle \,\lambda _{A}=13{,}40^{\circ }}
{\displaystyle \,\phi _{B}=35{,}70^{\circ }}
{\displaystyle \,\lambda _{B}=139{,}767^{\circ }}
{\displaystyle {\begin{aligned}\,\zeta &=\arccos {\Big (}\sin(\phi _{A})\sin(\phi _{B})+\cos(\phi _{A})\cos(\phi _{B})\cos(\lambda _{B}-\lambda _{A}){\Big )}\\&=\arccos {\Big (}\sin(52{,}517^{\circ })\sin(35{,}70^{\circ })+\cos(52{,}517^{\circ })\cos(35{,}70^{\circ })\cos(139{,}767^{\circ }-13{,}40^{\circ }){\Big )}\\&=\arccos(0{,}79353\cdot 0{,}58354+0{,}60853\cdot 0{,}81208\cdot (-0{,}59296))\\&=\arccos(0{,}1700)\\&=80{,}212^{\circ }\end{aligned}}}
bzw. {\displaystyle \,\zeta =1{,}400} im Bogenmaß

### Streckenberechnung
Zur Vereinfachung wird von einer Erdkugel mit dem Umfang 40.000 km bzw. dem Radius 6366 km ausgegangen.
{\displaystyle {\begin{aligned}L&={\frac {\zeta }{360^{\circ }}}\cdot 40\,000\ \mathrm {km} \\&={\frac {80{,}212^{\circ }}{360^{\circ }}}\cdot 40\,000\ \mathrm {km} \\&=8912\ \mathrm {km} \end{aligned}}}
Oder für {\displaystyle \,\zeta } im Bogenmaß:
{\displaystyle {\begin{aligned}L&=\zeta \cdot 6366\ \mathrm {km} \\&=8912\ \mathrm {km} \end{aligned}}}
Das sind aufgrund der idealisierten Geodaten selbstverständlich nur zwei Näherungen. Die tatsächliche Entfernung zwischen den beiden angegebenen Punkten in Berlin und Tokio kann bei Verwendung des WGS84-Referenzellipsoids zu 8941,2 km genauer berechnet werden, also mit einer Abweichung von etwa 23 km oder 0,26 % im Vergleich zur zweiten Näherung.

## Genauere Formel zur Abstandsberechnung auf der Erde
Mit folgenden Formeln kann der Abstand zwischen zwei Standorten auf der Erde auf 50 Meter genau berechnet werden, siehe dazu auch Thaddeus Vincenty. Dabei wird keine Kugel, sondern das WGS84-Ellipsoid zugrunde gelegt. Sollten Koordinaten eines anderen Referenzellipsoids verwendet werden, müssen die Parameter {\displaystyle a} (Radius) und {\displaystyle f} (Abplattung) angepasst werden.
Seien {\displaystyle \phi _{A}} und {\displaystyle \lambda _{A}} die geografische Breite und Länge von Standort A, {\displaystyle \phi _{B}} und  {\displaystyle \lambda _{B}} die geografische Breite und Länge von Standort B im Gradmaß. Der Abstand zwischen beiden Standorten berechnet sich wie folgt:
Abplattung der Erde: {\displaystyle f={\frac {1}{298{,}257\,223\,563}}}
Äquatorradius der Erde: {\displaystyle a=6378{,}137\ \mathrm {km} }
{\displaystyle F={\frac {\phi _{A}+\phi _{B}}{2}}}, {\displaystyle G={\frac {\phi _{A}-\phi _{B}}{2}}}, {\displaystyle l={\frac {\lambda _{A}-\lambda _{B}}{2}}}
Zunächst wird der grobe Abstand D ermittelt:
{\displaystyle S=(\sin {G})^{2}\cdot (\cos {l})^{2}+(\cos {F})^{2}\cdot (\sin {l})^{2}}
{\displaystyle C=(\cos {G})^{2}\cdot (\cos {l})^{2}+(\sin {F})^{2}\cdot (\sin {l})^{2}}
{\displaystyle w=\arctan {\sqrt {\frac {S}{C}}}}
{\displaystyle D=2\cdot w\cdot a}
Dabei ist {\displaystyle w} im Bogenmaß einzusetzen.
Der Abstand {\displaystyle D} wird durch die Faktoren {\displaystyle H_{1}} und {\displaystyle H_{2}} korrigiert:
{\displaystyle T={\frac {\sqrt {S\cdot C}}{w}}}
{\displaystyle H_{1}={\frac {3\cdot T-1}{2\cdot C}}}
{\displaystyle H_{2}={\frac {3\cdot T+1}{2\cdot S}}}
Der Abstand {\displaystyle s} in Kilometern berechnet sich abschließend wie folgt:
{\displaystyle s=D\cdot \left(1+f\cdot H_{1}\cdot (\sin {F})^{2}\cdot (\cos {G})^{2}-f\cdot H_{2}\cdot (\cos {F})^{2}\cdot (\sin {G})^{2}\right)}

### Berechnungsbeispiel Berlin – Tokio
{\displaystyle {\begin{array}{lcl}\phi _{A}&=&52{,}516666666666667^{\circ }\\\lambda _{A}&=&13{,}400^{\circ }\\\phi _{B}&=&35{,}700^{\circ }\\\lambda _{B}&=&139{,}766666666666667^{\circ }\\\\f&=&0{,}00335281066474748\\a&=&6378{,}137\ \mathrm {km} \\F&=&44{,}108333333333333^{\circ }\\G&=&8{,}408333333333333^{\circ }\\l&=&-63{,}183333333333333^{\circ }\\S&=&0{,}41498261872684\\C&=&0{,}58501738127316\\w&=&0{,}699965690768276\\D&=&8928{,}9541420394\ \mathrm {km} \\T&=&0{,}70391883329502\\H_{1}&=&0{,}95019099899696\\H_{2}&=&3{,}74926124548527\\\\s&=&8941{,}20250458698\ \mathrm {km} \end{array}}}
Der Abstand {\displaystyle s} ist also auf etwa 50 m genau zu 8.941,2 km bestimmt worden.

## Loxodrome
| Weg   | Lox.    | Orth.   | Diff.  |
| ----- | ------- | ------- | ------ |
| NY-MO | 8359 km | 7511 km | 10,1 % |
| NY-DA | 6207 km | 6150 km | 00,9 % |
| DA-MO | 6596 km | 6509 km | 01,3 % |

Gegenüberstellung von Loxodromen (rot) und Orthodromen (blau) auf einer Mercatorkarte, mit Weglängen in Kilometern.

Loxodromeverlängerung relativ zur Orthodrome entlang des 50. Breitengrades in Prozent.

Bei der Navigation von Punkt A nach B mit einem Kompass eignet sich die Loxodrome besser, da sie die Meridiane immer im gleichen Winkel kreuzt, man also den einmal eingestellten (Kompass-)Kurs einfach beibehalten kann.
Bei kurzen Strecken ist eine Loxodrome nur unwesentlich länger als eine Orthodrome. Bei hoher Breite und bei Entfernungen unterhalb von 30 Längengraden liegt der relative Längenunterschied bei weniger als 1 %. Danach steigt er deutlich an. Eine Reise entlang des 50. Breitengrades über 180 Längengrade ist 45 % länger als der Weg über einen Großkreis, der dann über den Pol verläuft.